# نیکلاس لوپس
نیکلاس خاویر لوپس فرناندس (انگلیسی: Nicolás Javier López Fernández؛ زادهٔ ۱۶ مارس ۱۹۸۳) کارگردان، بازیگر، فیلم‌نامه‌نویس، تدوین‌گر و تهیه‌کننده اهل شیلی است.
از فیلم‌های او می‌توان به سانتوس، پس‌لرزه، تق تق و جهنم سبز اشاره کرد.